# Nixon-schok

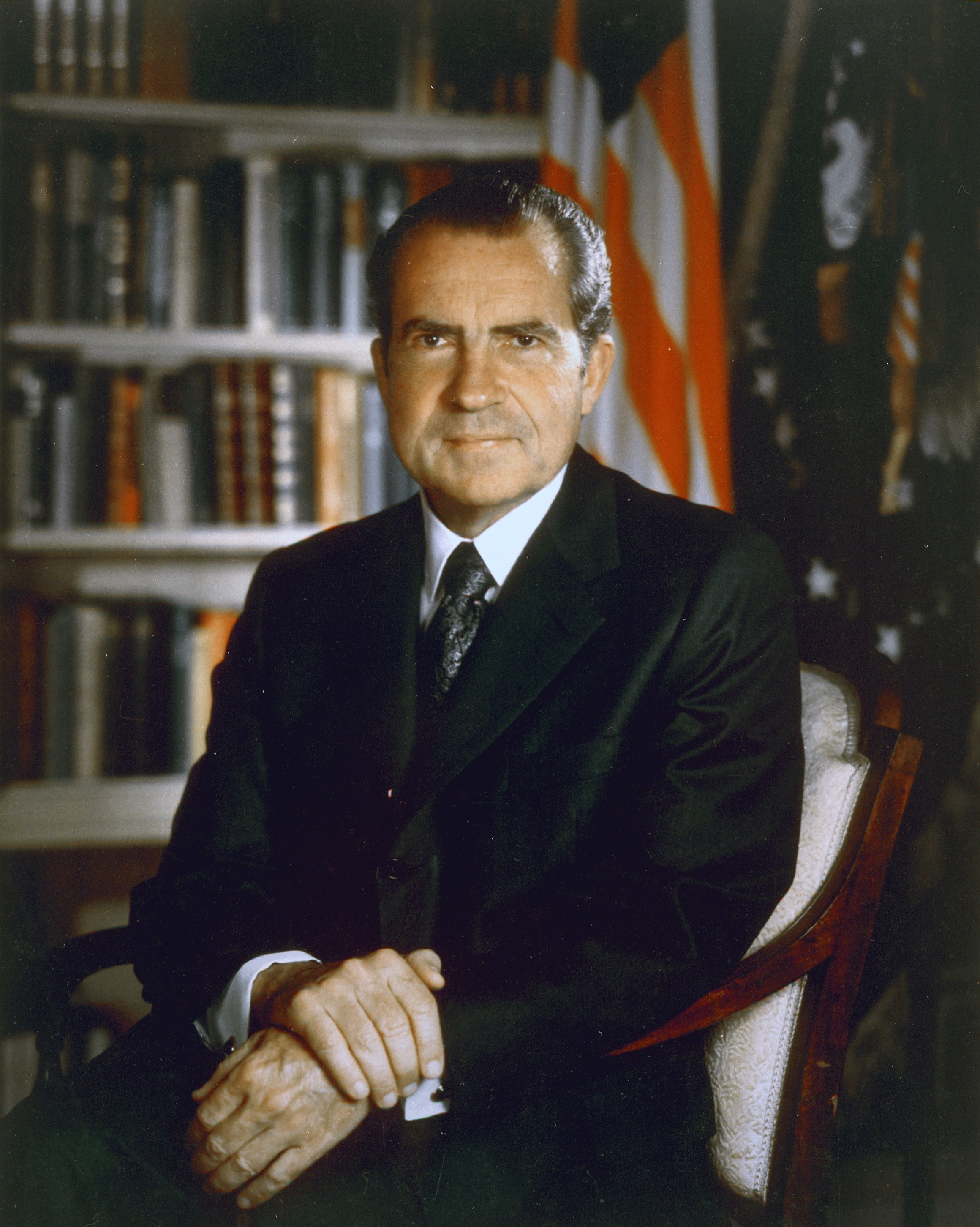
Richard Nixon in 1971

De Nixon-schok was een serie economische maatregelen die de Amerikaanse president Richard Nixon in 1971 nam, waarbij hij eenzijdig de omwisseling van goud in Amerikaanse dollars ophief. Hiermee werd het systeem van Bretton Woods praktisch buiten werking gesteld; twee jaar later werd het officieel opgeheven.

## Achtergrond
In 1944 werd tijdens de Bretton Woods-conferentie de wisselkoers van diverse buitenlandse valuta ten opzichte van de Amerikaanse dollar vastgelegd, welke omwisselbaar werd gesteld voor goud tegen de vaste prijs van $35 per ounce. In andere woorden: de dollar werd gebaseerd op de goudstandaard.
Tegen het begin van de jaren 1970, nadat de kosten van de Vietnamoorlog en verhoogde binnenlandse uitgaven de inflatie opdreef had de VS een betalingsbalanstekort en een tekort op de handelsbalans. 1970 was het keerpunt omdat de buitenlandse arbitrage van de dollar ervoor zorgde dat de gouddekking van Amerikaanse bankbiljetten door de Amerikaanse overheid afnam van 55% naar 22%.
In 1971 was de geldvoorraad toegenomen met 10%. In de eerste zes maanden van 1971 bleven er 22 miljard aan tegoeden over in de VS. In mei 1971 was West-Duitsland het eerste land dat Bretton Woods verliet, onwillig om de Duitse mark te ontwaarden, opdat de dollar in waarde kon toenemen. In de volgende drie maanden werd de Duitse economie hierdoor versterkt. Tegelijkertijd nam de dollar 7,5% in waarde af ten opzichte van de Duitse mark. Andere landen begonnen hun dollars in te wisselen voor goud. Op 5 augustus 1971 gaf het Amerikaans Congres een rapport uit waarin de devaluatie van de dollar werd aanbevolen, om zo de dollar te beschermen tegen foreign price-gougers (buitenlandse prijsopdrijvers). Op 9 augustus 1971, terwijl de dollar in waarde daalde ten opzichte van Europese valuta's, verliet Zwitserland het systeem van Bretton Woods.
De VS had te weinig goud om de dollar te dekken in buitenlandse banken en kon een run op de dollar te verduren krijgen als de andere landen al hun dollars om zouden zetten in goud. Tegelijkertijd had de VS ook werkloosheids- en inflatiepercentages van respectievelijk 6,1% en 5,84%.

## De Nixon-schok
Om een run op de dollar te voorkomen, de economie te stabiliseren en de werkloosheid en inflatie omlaag te brengen, vaardigde Nixon op 15 augustus 1971 de Executive Order 11615 uit, conform de Economic Stabilization Act of 1970. Dit plan, door de president The New Economic Policy genoemd, voorzag in een 90-daags maximumloon- en prijsniveau, een 10% importheffing en als belangrijkste maatregel het einde van de convertibiliteit (omwisseling) tussen dollars en goud. De dollar was niet langer gekoppeld aan of gedekt door goud en goud was geen recht op geld meer. De president en vijftien van zijn adviseurs namen deze beslissing zonder de leden van het internationale monetaire systeem hierover te raadplegen, waardoor de internationale gemeenschap deze gebeurtenis informeel als de Nixon-schok benoemde.
Op aanraden van zijn adviseurs kondigde Nixon op zondag 15 augustus 1971 in een toespraak op de Amerikaanse televisie zijn nieuwe financieel-economisch beleid aan, zodat de effectenbeurzen op maandag in alle rust zouden kunnen openen. Het Amerikaanse publiek vond dat de regering hen redde van prijsopdrijvers en van een door het buitenland veroorzaakte valutacrisis.
Tegen december 1971 werd de invoerheffing afgeschaft als onderdeel van een algemene revaluatie van de valuta van de Groep van Tien (G-10), die onder het Smithsonian Agreement met 2,25% konden devalueren rondom de afgesproken wisselkoers. In maart van 1973 werden de vaste wisselkoersen losgelaten voor zwevende wisselkoersen. De dollar wordt volatiel en fluctueert voortaan volgens de marktschommelingen. De valuta-omwisselingskoersen waren niet langer het belangrijkste middel van regeringen om monetair beleid te voeren.